# Campylocentrum micranthum
Campylocentrum micranthum là một loài lan.

## Hình ảnh

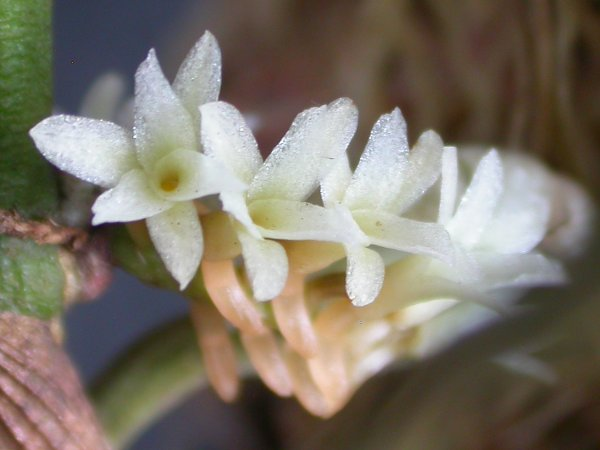
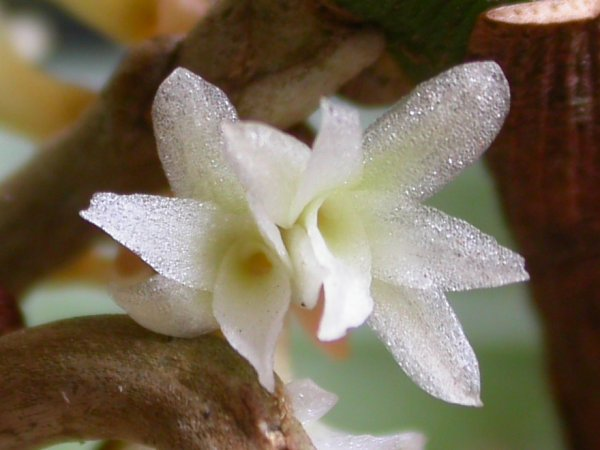
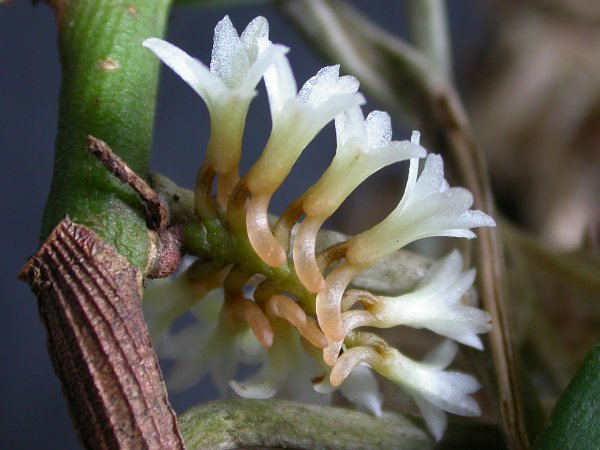
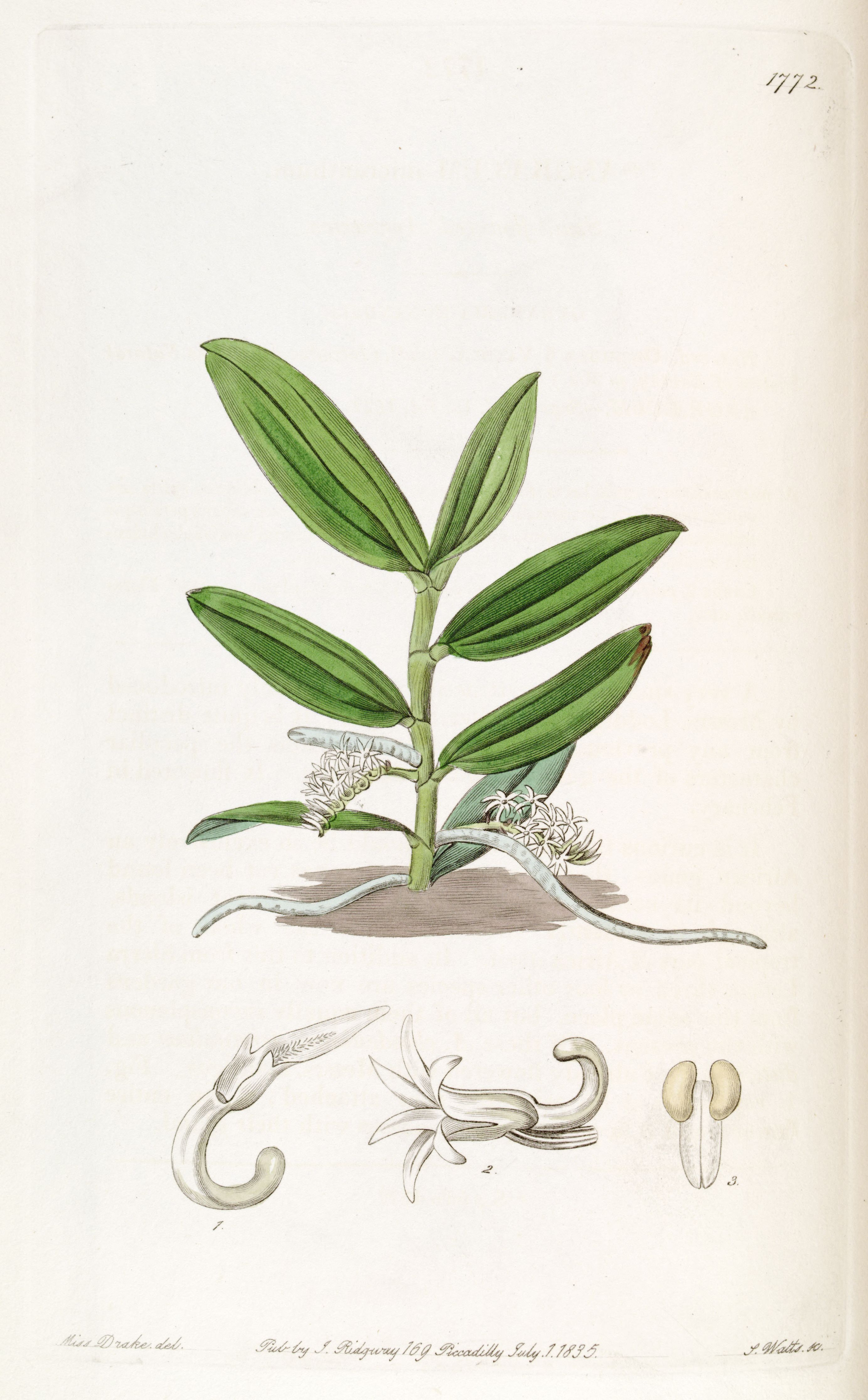